# Liste der Orte im Landkreis Emmendingen
Die Liste der Orte im Landkreis Emmendingen listet die geographisch getrennten Orte (Ortsteile, Stadtteile, Dörfer, Weiler – badisch Zinken –, Wohnplätze, Höfe, (Einzel-)Häuser) im Landkreis Emmendingen auf.

## Systematische Liste
Alphabet der Städte und Gemeinden mit den zugehörigen Orten.
| - Bahlingen am Kaiserstuhl mit dem Dorf Bahlingen und dem Wohnplatz Silberbrunnen. - Biederbach mit den Weilern Bachere (teilw. zu Elzach), Dorf, Illenberg, Kirchhöfe, Mersberg, Neudorf und Tannhöf, den Zinken Finsterbach, Frischnau (teilw. zu Elzach) und Hintertal, den Höfen Burgersberg, Dentershöfe, Hinterer Grundhof, Hölzberg, Lebersteinhof, Lochhof, Maierhöfle, Obertal, Schlegelsberg, Selbig, Uhlsbach, Untertal, Vorderer Grundhof und Wurzberg und den Wohnplätzen Bauset, Bief, Eckle, Gstriel, Heidenacker (teilw. zu Elzach), Herne (Herni) (teilw. zu Elzach), Höhe (Höhenhäuser), Knebis, Langenbach, Maierhöfle, Muckenloch, Mühlsbach, Mundehäusle, Waldhaus und Winterberg. - Denzlingen mit dem Dorf Denzlingen. - Elzach mit den Stadtteilen Elzach, Katzenmoos, Oberprechtal, Prechtal und Yach. - Zu Elzach die Stadt Elzach. - Zu Katzenmoos das Dorf Katzenmoos, die Weiler Unterspitzenbach und Weinersberg, die Zinken Friedlinsbach, Halden, Hallersberg und Vittenloch, die Höfe Moserberg, Roßfedern und Steinmühle und die Wohnplätze Dehnenbach, Morgenberg und Steinberg. - Zu Oberprechtal die Dörfer Oberprechtal und Dorf, der Weiler Vor dem Wittenbach, der Zinken Lampertsbach, die Höfe Hänsles-,Michele- und Schüßelebauern, Hinterprechtal, Im Grund und Landwasser und der Wohnplatz Im Loch. - Zu Prechtal die Weiler Eilet, Fis(ß)nacht und Ladhof, die Zinken Bachere (teilw. zu Biederbach), Frischnau (teilw. zu Biederbach), Heidenacker (teilw. zu Biederbach), Leimental und Unterprechtal, die Höfe Herni (teilw. zu Biederbach), Hernishof, Kudershof oder Kuttershof, Reichenbach, Schloßhof (Schloßbauer), Schrahöfe und Wellishöfe und die Wohnplätze Alte Halden, Bodenhäusle, Funi, Gustlet, Lürenberg, Neue Halden, Rittacker und Zinkle (Dorershof). - Zu Yach das Dorf Dorf, der Weiler Deckelsbach, der Zinken Rauchengrund, die Höfe Farnrain und Untertal, Hinterer Zinken und Vorderer Zinken und die Wohnplätze Fischersdobel, Gobert, Platzhäusle und Wüstloch. - Emmendingen mit den Stadtteilen Emmendingen, Kollmarsreute, Maleck, Mundingen, Wasser und Windenreute. - Zu Emmendingen die Stadt Emmendingen, die Burgruine Hochburg und das Kloster Tennenbach. - Zu Kollmarsreute das Dorf Kollmarsreute, der Weiler Altdorf und der Ort Siedlung an der Landstraße. - Zu Maleck das Dorf Maleck, die Zinken Brandel, Hintere Zeismatte und Vordere Zeismatte, Höfe und Häuser Auf dem Buch und der Wohnplatz am Laberberg. - Zu Mundingen das Dorf Mundingen, die Höfe Amsenhof, Huttenhof, Lehenhof und Wöpplinsberg und die Wohnplätze Mundinger Mühle, Teningen-Mundingen und Villa Saaler. - Zu Wasser das Dorf Wasser. - Zu Windenreute das Dorf Windenreute. - Endingen am Kaiserstuhl mit den Stadtteilen Amoltern, Endingen, Kiechlinsbergen und Königschaffhausen. - Zu Amoltern das Dorf Amoltern. - Zu Endingen die Stadt Endingen und das Gehöft Wilhelmshöfe. - Zu Kiechlinsbergen das Dorf Kiechlinsbergen. - Zu Königschaffhausen das Dorf Königschaffhausen. - Forchheim mit dem Dorf Forchheim. - Freiamt mit den Ortsteilen Freiamt und Ottoschwanden. - Zu Freiamt die Weiler Brettental, Keppenbach, Reichenbach und Waldshut, die Zinken Bildstein, Bus, Busengraben, Dürrhöfe, Gescheid, Graben b. Brettental, Graben b. Mußbach, Hölgenreute (Helgenrütte), Köblinsberg, Niedertal, Pechofen, Sägplatz, Saisen, Schillingerberg, Schweizerloch und Vorhof, die Höfe Allmendsberg, Dörner, Glasig (Glashausen), Herrenhof, Kammerhöfe, Rainhof und Scheerberg, die Wohnplätze Am Felsen, Am Rain, Felsenloch, Hocken und Schloßberg und der Ort Mußbach. - Zu Ottoschwanden die Weiler Auf der Eck, Beim Freihof, Helgenstöckle und Schutzberg, die Zinken Allmend, Breite, Brunicher Berg, Bühler, Eckacker, Eckle, Gschächtrick, Hard, Herrlache, Höllenberg, Hohe Eck, Hohreute, Längleloch, Mürle, Oberer Berg und Unterer Berg, die Höfe Auf dem Buck, Grub(hof), Hinterhöf(e), Muckenloch, Rau(Ruh)bühl, Schönwasen und Wildgumme und der Wohnplatz Obere Rostmühle. - Gutach im Breisgau mit den Ortsteilen Bleibach, Gutach im Breisgau und Siegelau. - Zu Bleibach das Dorf Bleibach, die Weiler Kregelbach und Stollen (teilw. zu Gutach im Breisgau) und die Wohnplätze Berghaus und Bergwerk. - Zu Gutach im Breisgau das Dorf Gutach im Breisgau, die Weiler Ottensteg und Stollen (teilw. zu Bleibach) und das Gehöft Riedern. - Zu Siegelau das Dorf Siegelau, die Weiler Mußbach und Oberspitzenbach, die Zinken Dobel, Gescheid, Obertal und Untertal, die Höfe Eckleberg und Zinken und der Wohnplatz Schwarzenberg. - Herbolzheim mit den Stadtteilen Bleichheim, Broggingen, Herbolzheim, Tutschfelden und Wagenstadt. - Zu Bleichheim das Dorf Bleichheim und das Gehöft Mattenmühle. - Zu Broggingen das Dorf Broggingen. - Zu Herbolzheim die Stadt Herbolzheim und der Wohnplatz Herbolzheimer Höfle. - Zu Tutschfelden das Dorf Tutschfelden und das Gehöft Sandmühle. - Zu Wagenstadt das Dorf Wagenstadt. | - Kenzingen mit den Stadtteilen Bombach, Hecklingen, Kenzingen und Nordweil. - Zu Bombach das Dorf Bombach. - Zu Hecklingen das Dorf Hecklingen. - Zu Kenzingen die Stadt Kenzingen, der Weiler Wonnental, die Höfe Auhof, Hof Mundinger und Kirnhalder(Maier)hof und die Wohnplätze Im Kaisergrün, Kirnhalden, Forsthaus Muckental, Hammerschmiede Muckental und Hof Hepp Muckental. - Zu Nordweil das Dorf Nordweil. - Malterdingen mit dem Dorf Malterdingen, dem Gehöft Schlüpfingerhof und dem Wohnplatz Bahnstation Riegel-Malterdingen. - Reute mit den Dörfern Oberreute und Unterreute. - Rheinhausen im Breisgau mit den Ortsteilen Niederhausen und Oberhausen. - Zu Niederhausen das Dorf Niederhausen. - Zu Oberhausen das Dorf Oberhausen und der Wohnplatz Elektrische Überlandzentrale (Mühlehof). - Riegel am Kaiserstuhl mit dem Dorf Riegel, den Höfen Kunstmühle und Riedhöfe und den Wohnplätzen Bei Bahnstation Riegel-Malterdingen, Wohnhaus Ries, Wohnhaus Willmann, Ziegelei und Zum Bad. - Sasbach am Kaiserstuhl mit den Ortsteilen Jechtingen, Leiselheim und Sasbach. - Zu Jechtingen das Dorf Jechtingen und das Gehöft Sponeck(hof). - Zu Leiselheim das Dorf Leiselheim. - Zu Sasbach das Dorf Sasbach, der Zinken Am Rhein und das Gehöft Am Eichert. - Sexau mit dem Dorf Sexau, den Weilern Lörch und Vordersexau, dem Zinken Obersexau, den Höfen Eberbächle, Mühlebächle, Reichenbächle und Staudenhöfe und den Wohnplätzen Am Horn, Am Schloßberg und Lindenhof. - Simonswald mit den Ortsteilen Altsimonswald, Haslachsimonswald, Obersimonswald, Untersimonswald und Wildgutach. - Zu Altsimonswald das Dorf Unter der Linde, die Weiler Elme, Ibendörfle, Neuenweg, Niederbrücke, Unterer Felsen, die Zinken Hintergriesbach, Ibich, Neuenberg, Oberer Felsen und Vordergriesbach und die Höfe Ibichhof, Oberberg, Stabhalterhof und Unterberg. - Zu Haslachsimonswald das Dorf Hinterhaslach, der Weiler Am Sommerberg und die Zinken Kostgefäll, Mittelhaslach und Vorderhaslach. - Zu Obersimonswald die Weiler Bei der Kirche (mit Grün zusammengewachsen) und Grün (mit Bei der Kirche zusammengewachsen), die Zinken Nonnenbach und Obertal, Höfe und Häuser Bei der Stegebrücke, Beim Engel, Beim Sternen und Haldenhof, die Höfe Obernonnenbachhöfe, Plattenhöfe und Siegel- und Wälderhof und die Wohnplätze Hintereck, In der Erle, Metzgerhäusle und Saulache. - Zu Untersimonswald die Dörfer Oberdörfle und Unterdörfle (beide mit Stoffelhof zusammengewachsen), der Weiler Gasse, der Zinken Herrengraben, die Höfe Eschenfirst(hof), Gallibauernhof, Gereuthof, Kandelhof, Obere Öle, Scheiben, Stoffel(bauern)hof (mit Unter- und Oberdörfle zusammengewachsen), Winterhalden und Wistiesen(Wisdissen)hof und die Wohnplätze Grün, Hornhäusle und Winterbauernhäusle. - Zu Wildgutach das Dorf Wildgutach, die Höfe Bruggerhof, Brunne, Haldenlenz, Haldenschwarz, Josenhof, Luxenhof, Vögtle, Waldvogelhof und Willmes und die Wohnplätze Altes Schulhaus, Felsenhäusle, Luxenhäusle, Streifershäusle und Weberhäusle. - Teningen mit den Ortsteilen Heimbach, Köndringen, Nimburg und Teningen. - Zu Heimbach das Dorf Heimbach. - Zu Köndringen die Dörfer Köndringen und Landeck und das Gehöft Neumühle. - Zu Nimburg die Dörfer Nimburg und Bottingen, das Gehöft Säge und der Wohnplatz Bahnstation Nimburg. - Zu Teningen das Dorf Teningen. - Vörstetten mit dem Dorf Vörstetten und dem Weiler Schupfholz. - Waldkirch mit den Stadtteilen Buchholz, Kollnau, Siensbach, Suggental und Waldkirch. - Zu Buchholz das Dorf Buchholz und der Weiler Batzenhäusle. - Zu Kollnau das Dorf Kollnau und die Höfe Harnischwald, Kohlenbach und Übental. - Zu Siensbach die Weiler Obertal (Dobel), Untertal und Zinken, die Höfe Biehl und Mühletal und die Wohnplätze Beim Rechen und Eichbühl. - Zu Waldkirch die Stadt Waldkirch, der Weiler Heimeck, die Höfe Dettenbach, Eschbach, Petershöfe und Wegelbach und die Wohnplätze Altersbach, Forstsiedlung und Kandelrasthaus. - Weisweil mit dem Dorf Weisweil und den Höfen Harderer Hof, Untere Mühle, Ziegelhof und Waldeckhof. - Winden im Elztal mit den Ortsteilen Niederwinden und Oberwinden. - Zu Niederwinden das Dorf Niederwinden, der Weiler Vorderschwangen und die Höfe Dürrenberg, Hillers(s)berg, Hinterschwangen, Mooshof und Reschhöfe. - Zu Oberwinden das Dorf Oberwinden, die Weiler Allmend, Am Brand (Dobel), Am Brand (Wanne), Grün (mit Oberwinden zusammengewachsen), Lehen, Reschenberg und Stauden, die Zinken Halden und Rüttlersberg, die Höfe Braunhöfe, Ensenberg, Erzenbach und Merklehof und die Wohnplätze Dobelberg, Neudorf und Ziegelhütte. - Wyhl am Kaiserstuhl mit dem Dorf Wyhl, dem Gehöft Wyhler Mühle und dem Wohnplatz Kiesgrube Albert Schweitzer. |

## Alphabetische Liste
In Fettschrift erscheinen die Orte, die namengebend für die Gemeinde sind, in Kursivschrift Einzelhäuser, Häusergruppen, Burgen, Schlösser und Höfe. Zusätzliche bestehende kleine Orte nach der Quelle www.leo-bw.de werden dort in aller Regel nicht wie in der Listengrundlage nach Weiler/Siedlung/Wohnplatz usw. differenziert, sondern einheitlich als Wohnplatz klassifiziert, dieser Ortsteiltyp wird hier entsprechend kursiviert übernommen.
| - Allmend zu Freiamt - Allmend zu Winden im Elztal - Allmendsberg zu Freiamt - Altdorf zu Emmendingen - Alte Halden zu Elzach - Altersbach zu Waldkirch - Altes Schulhaus zu Simonswald - Am Brand (Dobel) zu Winden im Elztal - Am Brand (Wanne) zu Winden im Elztal - Am Eichert zu Sasbach am Kaiserstuhl - Am Felsen zu Freiamt - Am Horn zu Sexau - Am Laberberg zu Emmendingen - Am Rain zu Freiamt - Am Rhein zu Sasbach am Kaiserstuhl - Am Schloßberg zu Sexau - Am Sommerberg zu Simonswald - Amoltern zu Endingen am Kaiserstuhl - Amsenhof zu Emmendingen - Auf dem Buch zu Emmendingen - Auf dem Buck zu Freiamt - Auf der Eck zu Freiamt - Auhof zu Kenzingen - Bachere zu Elzach und Biederbach - Bahlingen zu Bahlingen am Kaiserstuhl - Bahnstation Nimburg zu Teningen - Bahnstation Riegel-Malterdingen zu Malterdingen - Batzenhäusle zu Waldkirch - Bauset zu Biederbach - Bei Bahnstation Riegel-Malterdingen zu Riegel am Kaiserstuhl - Bei der Kirche zu Simonswald - Bei der Stegebrücke zu Simonswald - Beim Engel zu Simonswald - Beim Freihof zu Freiamt - Beim Rechen zu Waldkirch - Beim Sternen zu Simonswald - Berghaus zu Gutach im Breisgau - Bergwerk zu Gutach im Breisgau - Biederbach - Bief zu Biederbach - Biehl zu Waldkirch - Bildstein zu Freiamt - Bleibach zu Gutach im Breisgau - Bleichheim zu Herbolzheim - Bodenhäusle zu Elzach - Bombach zu Kenzingen - Bottingen zu Teningen - Brandel zu Emmendingen - Braunhöfe zu Winden im Elztal - Breite zu Freiamt - Brettental zu Freiamt - Broggingen zu Herbolzheim - Bruggerhof zu Simonswald - Brunicher Berg zu Freiamt - Brunne zu Simonswald - Buchholz zu Waldkirch - Bühler zu Freiamt - Burgersberg zu Biederbach - Bus zu Freiamt - Busengraben zu Freiamt - Deckelsbach zu Elzach - Dehnenbach zu Elzach - Dentershöfe zu Biederbach - Denzlingen - Dettenbach zu Waldkirch - Dobel zu Gutach im Breisgau - Dobelberg zu Winden im Elztal - Dorf zu Biederbach - Dorf zu Elzach (OT Oberprechtal) - Dorf zu Elzach (OT Yach) - Dörner zu Freiamt - Dürrenberg zu Winden im Elztal - Dürrhöfe zu Freiamt - Eberbächle zu Sexau - Eckacker zu Freiamt - Eckle zu Freiamt - Eckle zu Biederbach - Eckleberg zu Gutach im Breisgau - Eichbühl zu Waldkirch - Eilet zu Elzach - Elektrische Überlandzentrale (Mühlehof) zu Rheinhausen im Breisgau - Elme zu Simonswald - Elzach - Emmendingen - Endingen - Ensenberg zu Winden im Elztal - Erzenbach zu Winden im Elztal - Eschbach zu Waldkirch - Eschenfirst(hof) zu Simonswald - Farnrain zu Elzach - Felsenhäusle zu Simonswald - Felsenloch zu Freiamt - Finsterbach zu Biederbach - Fis(ß)nacht zu Elzach - Fischersdobel zu Elzach - Forchheim - Forsthaus Muckental zu Kenzingen - Forstsiedlung zu Waldkirch - Friedlinsbach zu Elzach - Frischnau zu Elzach und Biederbach - Funi zu Elzach - Gallibauernhof zu Simonswald - Gasse zu Simonswald - Gereuthof zu Simonswald - Gescheid zu Freiamt - Gescheid zu Gutach im Breisgau - Glasig (Glashausen) zu Freiamt - Gobert zu Elzach - Graben b. Brettental zu Freiamt - Graben b. Mussbach zu Freiamt - Grub(hof) zu Freiamt - Grün zu Simonswald, Teilort Haslachsimonswald - Grün zu Simonswald, Teilort Untersimonswald - Grün (Winden im Elztal) zu Winden im Elztal - Gschächtrick zu Freiamt - Gstriel zu Biederbach - Gustlet zu Elzach - Gutach im Breisgau - Halden zu Elzach - Halden zu Winden im Elztal - Haldenhof zu Simonswald - Haldenlenz zu Simonswald - Haldenschwarz zu Simonswald - Hallersberg zu Elzach - Hammerschmiede Muckental zu Kenzingen - Hänsles-,Michele- und Schüßelebauern zu Elzach - Hard zu Freiamt - Harderer Hof zu Weisweil - Harnischwald zu Waldkirch - Hecklingen zu Kenzingen - Heidenacker zu Elzach und Biederbach - Heimbach zu Teningen - Heimeck zu Waldkirch - Helgenstöckle zu Freiamt - Herbolzheim - Herbolzheimer Höfle zu Herbolzheim - Herne (Herni) (z. T. zu Elzach) - Herni (z. T. zu Biederbach) - Hernishof zu Elzach - Herrengraben zu Simonswald - Herrenhof zu Freiamt - Herrlache zu Freiamt - Hillers(s)berg zu Winden im Elztal - Hintere Zeismatte zu Emmendingen - Hintereck zu Simonswald - Hinterer Grundhof zu Biederbach - Hinterer Zinken zu Elzach - Hintergriesbach zu Simonswald - Hinterhaslach zu Simonswald - Hinterhöf(e) zu Freiamt - Hinterprechtal zu Elzach - Hinterschwangen zu Winden im Elztal - Hintertal zu Biederbach - Hochburg zu Emmendingen - Hocken zu Freiamt - Hof Hepp Muckental zu Kenzingen - Hof Mundinger zu Kenzingen - Höhe (Höhenhäuser) zu Biederbach - Hohe Eck zu Freiamt - Hohreute zu Freiamt - Hölgenreute (Helgenrütte) zu Freiamt - Höllenberg zu Freiamt - Hölzberg zu Biederbach - Hornhäusle zu Simonswald - Huttenhof zu Emmendingen - Ibendörfle zu Simonswald - Ibich zu Simonswald - Ibichhof zu Simonswald - Illenberg zu Biederbach - Im Grund zu Elzach - Im Kaisergrün zu Kenzingen - Im Loch zu Elzach - In der Erle zu Simonswald - Jechtingen zu Sasbach am Kaiserstuhl - Josenhof zu Simonswald - Kammerhöfe zu Freiamt - Kandelhof zu Simonswald - Kandelrasthaus zu Waldkirch - Katzenmoos zu Elzach - Kenzingen - Keppenbach zu Freiamt - Kiechlinsbergen zu Endingen am Kaiserstuhl - Kiesgrube Albert Schweitzer zu Wyhl am Kaiserstuhl - Kirchhöfe zu Biederbach - Kirnhalden zu Kenzingen - Kirnhalder(Maier)hof zu Kenzingen - Knebis zu Biederbach - Köblinsberg, Niedertal zu Freiamt - Kohlenbach zu Waldkirch - Kollmarsreute zu Emmendingen - Kollnau zu Waldkirch - Köndringen zu Teningen - Königschaffhausen zu Endingen am Kaiserstuhl - Kostgefäll zu Simonswald - Kregelbach zu Gutach im Breisgau - Kudershof oder Kuttershof zu Elzach - Kunstmühle zu Riegel am Kaiserstuhl | - Ladhof zu Elzach - Lampertsbach zu Elzach - Landeck zu Teningen - Landwasser zu Elzach - Langenbach zu Biederbach - Längleloch zu Freiamt - Lebersteinhof zu Biederbach - Lehen zu Winden im Elztal - Lehenhof zu Emmendingen - Leimental zu Elzach - Leiselheim zu Sasbach am Kaiserstuhl - Lindenhof zu Sexau - Lochhof zu Biederbach - Lörch zu Sexau - Lürenberg zu Elzach - Luxenhäusle zu Simonswald - Luxenhof zu Simonswald - Maierhöfle zu Biederbach - Maierhöfle zu Biederbach - Maleck zu Emmendingen - Malterdingen - Mattenmühle zu Herbolzheim - Merklehof zu Winden im Elztal - Mersberg zu Biederbach - Metzgerhäusle zu Simonswald - Mittelhaslach zu Simonswald - Mooshof zu Winden im Elztal - Morgenberg zu Elzach - Moserberg zu Elzach - Muckenloch zu Biederbach - Muckenloch zu Freiamt - Mühlebächle zu Sexau - Mühletal zu Waldkirch - Mühlsbach zu Biederbach - Mundehäusle zu Biederbach - Mundingen zu Emmendingen - Mundinger Mühle zu Emmendingen - Mürle zu Freiamt - Mußbach zu Freiamt - Mußbach zu Gutach im Breisgau - Neudorf zu Biederbach - Neudorf zu Winden im Elztal - Neue Halden zu Elzach - Neuenberg zu Simonswald - Neuenweg zu Simonswald - Neumühle zu Teningen - Niederbrücke zu Simonswald - Niederhausen zu Rheinhausen im Breisgau - Niederwinden zu Winden im Elztal - Nimburg zu Teningen - Nonnenbach zu Simonswald - Nordweil zu Kenzingen - Oberberg zu Simonswald - Oberdörfle zu Simonswald - Obere Öle zu Simonswald - Obere Rostmühle zu Freiamt - Oberer Berg zu Freiamt - Oberer Felsen zu Simonswald - Oberhausen zu Rheinhausen im Breisgau - Obernonnenbachhöfe zu Simonswald - Oberprechtal zu Elzach - Oberreute zu Reute - Obersexau zu Sexau - Oberspitzenbach zu Gutach im Breisgau - Obertal zu Gutach im Breisgau - Obertal zu Simonswald - Obertal zu Biederbach - Obertal (Dobel) zu Waldkirch - Oberwinden zu Winden im Elztal - Ottensteg zu Gutach im Breisgau - Pechofen zu Freiamt - Petershöfe zu Waldkirch - Plattenhöfe zu Simonswald - Platzhäusle zu Elzach - Rainhof zu Freiamt - Rau(Ruh)bühl zu Freiamt - Rauchengrund zu Elzach - Reichenbach zu Elzach - Reichenbach zu Freiamt - Reichenbächle zu Sexau - Reschenberg zu Winden im Elztal - Reschhöfe zu Winden im Elztal - Riedern zu Gutach im Breisgau - Riedhöfe zu Riegel am Kaiserstuhl - Riegel zu Riegel am Kaiserstuhl - Rittacker zu Elzach - Roßfedern zu Elzach - Rüttlersberg zu Winden im Elztal - Säge zu Teningen - Sägplatz zu Freiamt - Saisen zu Freiamt - Sandmühle zu Herbolzheim - Sasbach zu Sasbach am Kaiserstuhl - Saulache zu Simonswald - Scheerberg zu Freiamt - Scheiben zu Simonswald - Schillingerberg zu Freiamt - Schlegelsberg zu Biederbach - Schloßberg zu Freiamt - Schloßhof (Schloßbauer) zu Elzach - Schlüpfingerhof zu Malterdingen - Schönwasen zu Freiamt - Schrahöfe zu Elzach - Schupfholz zu Vörstetten - Schutzberg zu Freiamt - Schwarzenberg zu Gutach im Breisgau - Schweizerloch zu Freiamt - Selbig zu Biederbach - Sexau - Siedlung an der Landstraße zu Emmendingen - Siegel- und Wälderhof zu Simonswald - Siegelau zu Gutach im Breisgau - Silberbrunnen zu Bahlingen - Sponeck(hof) zu Sasbach am Kaiserstuhl - Stabhalterhof zu Simonswald - Stauden zu Winden im Elztal - Staudenhöfe zu Sexau - Steinberg zu Elzach - Steinmühle zu Elzach - Stoffel(bauern)hof zu Simonswald - Stollen zu Gutach im Breisgau - Streifershäusle zu Simonswald - Tannhöf zu Biederbach - Teningen - Tennenbach zu Emmendingen - Tutschfelden zu Herbolzheim - Übental zu Waldkirch - Uhlsbach zu Biederbach - Unter der Linde zu Simonswald - Unterberg zu Simonswald - Unterdörfle zu Simonswald - Untere Mühle zu Weisweil - Unterer Berg zu Freiamt - Unterer Felsen zu Simonswald - Unterprechtal zu Elzach - Unterreute zu Reute - Unterspitzenbach zu Elzach - Untertal zu Elzach - Untertal zu Gutach im Breisgau - Untertal zu Waldkirch - Untertal zu Biederbach - Villa Saaler zu Emmendingen - Vitenloch zu Elzach - Vögtle zu Simonswald - Vor dem Wittenbach zu Elzach - Vordere Zeismatte zu Emmendingen - Vorderer Grundhof zu Biederbach - Vorderer Zinken zu Elzach - Vordergriesbach zu Simonswald - Vorderhaslach zu Simonswald - Vorderschwangen zu Winden im Elztal - Vordersexau zu Sexau - Vorhof zu Freiamt - Vörstetten - Wagenstadt zu Herbolzheim - Waldeckhof zu Weisweil - Waldhaus zu Biederbach - Waldkirch - Waldshut zu Freiamt - Waldvogelhof zu Simonswald - Wasser zu Emmendingen - Weberhäusle zu Simonswald - Wegelbach zu Waldkirch - Weinersberg zu Elzach - Weisweil - Wellishöfe zu Elzach - Wildgumme zu Freiamt - Wildgutach zu Simonswald - Wilhelmshöfe zu Endingen am Kaiserstuhl - Willmes zu Simonswald - Windenreute zu Emmendingen - Winterbauernhäusle zu Simonswald - Winterberg zu Biederbach - Winterhalden zu Simonswald - Wistiesen(Wisdissen)hof zu Simonswald - Wohnhaus Ries zu Riegel am Kaiserstuhl - Wohnhaus Willmann zu Riegel am Kaiserstuhl - Wonnental zu Kenzingen - Wöpplinsberg zu Emmendingen - Wurzberg zu Biederbach - Wüstloch zu Elzach - Wyhl zu Wyhl am Kaiserstuhl - Wyhler Mühle zu Wyhl am Kaiserstuhl - Ziegelei zu Riegel am Kaiserstuhl - Ziegelhof zu Weisweil - Ziegelhütte zu Winden im Elztal - Zinken zu Waldkirch - Zinken zu Gutach im Breisgau - Zinkle (Dorershof) zu Elzach - Zum Bad zu Riegel am Kaiserstuhl |